# Lac Tana
Pour les articles homonymes, voir Tana.
Le lac Tana (transcrit parfois Tsana) est le plus grand lac d'Éthiopie, avec une surface supérieure à 3 000 km2 (70 km de largeur et 80 km de longueur). Situé à une altitude moyenne de 1 800 m, il s'est élevé à l'ère tertiaire, avec la surrection du bouclier arabo-éthiopien (unité tectonique entre l'Afrique de l'Est et la péninsule arabique).

## Présentation
Situé à une altitude moyenne de 1 788 m ou 1 800 m,, le lac ne s'est pas formé dans un cratère ou le long d'une faille comme nombre de ses frères des hauts plateaux ou de la vallée du Rift, mais dans une dépression constituée de deux types de laves : Aden Lava series et Trappean Lava series.
Celle-ci s'est progressivement affaissée lorsque des chaînes de montagnes importantes se sont soulevées à ses côtés : la chaîne du Semien au nord (la plus haute d'Éthiopie avec le mont Ras Dashen : 4 620 m), les monts Guna (4 231 m) à l'est, et les montagnes de Choke (4 154 m) au sud, cœur de l'ancienne province du Godjam. Voilà pourquoi la profondeur du lac est relativement faible, avec seulement 9 m en moyenne, ce qui lui confère une certaine fragilité quant aux variations climatiques et à l'utilisation de l'eau par l'homme.
La pluviométrie suit un régime tropical de mousson. Pour cette raison, le seul tributaire du lac Tana, le Nil Bleu (ou Abbay pour les Éthiopiens) possède une force colossale en saison des pluies (de juin à septembre) où le milieu se transforme. Les plaines autour du lac connaissent alors des inondations et les voies de circulation sont coupées par les nombreux (une soixantaine) affluents du lac. La surface du lac varie d'environ 3 000 km2 à la saison sèche, à plus de 3 600 km2 au plus fort de la saison des pluies,,.
L'un de ses affluents, le Gilgel Abay, est considéré comme étant la source du Nil Bleu,,. À 36 km après sa sortie du lac, le Nil Bleu chute brusquement à Tessessat (ou Tis Esat), puis s'engage pour une longue percée sur plus de 900 km à travers les roches volcaniques éthiopiennes, formant parfois des canyons gigantesques. Lorsqu'il passe la frontière soudanaise, il s'assagit. À la saison des pluies, le Nil bleu représente environ deux tiers des eaux du Nil à Khartoum, où il rejoint le Nil Blanc.

## Histoire
Déjà connu de Ptolémée (IIe siècle) qui le baptisa Pseboe (en latin : Choloe Palus, « marais creux »), puis identifié par le père Manuel de Almeida en 1624 comme appartenant au peuple de chasseurs Wayt'o, le lac Tana entre dans l'histoire lorsque James Bruce, le 4 novembre 1770, identifie avec précision les sources du Nil Bleu à Gish Abay (100 km au sud-ouest du lac).
Pourtant, dès le XIIIe siècle, le lac joue un grand rôle dans la préservation et la consolidation de l'empire chrétien d'Abyssinie, grâce notamment au Nil Bleu, barrière naturelle protectrice contre les invasions musulmanes et que seuls les bateaux de papyrus tankwa permettent de franchir jusqu'à la construction du pont portugais d'Alata en 1626.
Terre chrétienne, la région du Choa a très tôt accueilli des moines qui, en temps de péril, se sont réfugiés sur le lac comme lors des raids des jihads musulmans du Gragñ, au XVIe siècle.	
Les restes d'anciens souverains éthiopiens et des objets précieux ecclésiastiques sont gardés aujourd'hui encore sur les îles isolées du monde extérieur, :
- Sur l'île de Tana Cherqos se trouve une pierre, raconte Paul B. Henze, sur laquelle la Vierge Marie se serait reposée durant son retour d'Égypte. Cette île est également reconnue par l'Église tewahedo comme le lieu où est enterré l'évangélisateur du royaume d'Aksoum, Frumence d'Aksoum.
- D'autre part, le corps de Yekouno Amlak repose au monastère Saint-Estefanos sur l'île de Dega, qui abrite également les tombeaux de Dawit Ier, Zara Yaqob, Zè Denguel et Fasiladès.

À partir du XVIe siècle, le lac Tana devient même un très important centre d'échange pour les caravaniers qui viennent alimenter le célèbre marché de Baher Dar à pied ou en tankwa. Les tracés de ses voies d'échanges relient jusqu'au XXe siècle, les anciennes provinces du Begemder au nord, et du Godjam, au sud. La façade est du lac Tana est notamment jonché d'anciens centres caravaniers. Le lac Tana était donc un relais important entre le nord et le sud de l'Éthiopie.

## Environnement

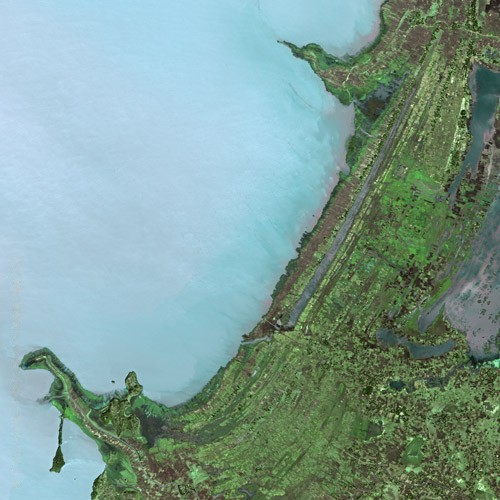
Lac Tana vu par le satellite Spot.

Le lac Tana reste, à la fin du XXe siècle le pivot central du territoire de la nouvelle région-État Amhara, instaurée par le nouveau gouvernement fédéral en 1991. Le contrôle du lac relève d'abord du niveau fédéral, tandis que les tâches et responsabilités du niveau régional quant à la gestion du lac Tana et de ses ressources naturelles, restent à définir.
En 2003, le lac Tana a subitement perdu 1 m d'eau, ce qui a considérablement gêné les populations locales et perturbé les écosystèmes sur ses berges[réf. souhaitée].
Cette baisse des eaux a entraîné par répercussions une perte massive des peuplements de papyrus (Cyperus Papyrus), qui est un des rouages de l'économie locale, sensible au niveau du lac. La plante sert entre autres à la confection d'embarcations traditionnelles - les tankwas - spécialité du peuple Nagadés, les habitants des îles. Ces pirogues sont fabriquées à l'identique depuis plusieurs milliers d'années. Une plante invasive, la jacinthe d'eau, originaire d'Amérique du Sud, prolifère depuis 2011 sur les rives du lac, couvrant en moyenne de 20 000 à 30 000 hectares.

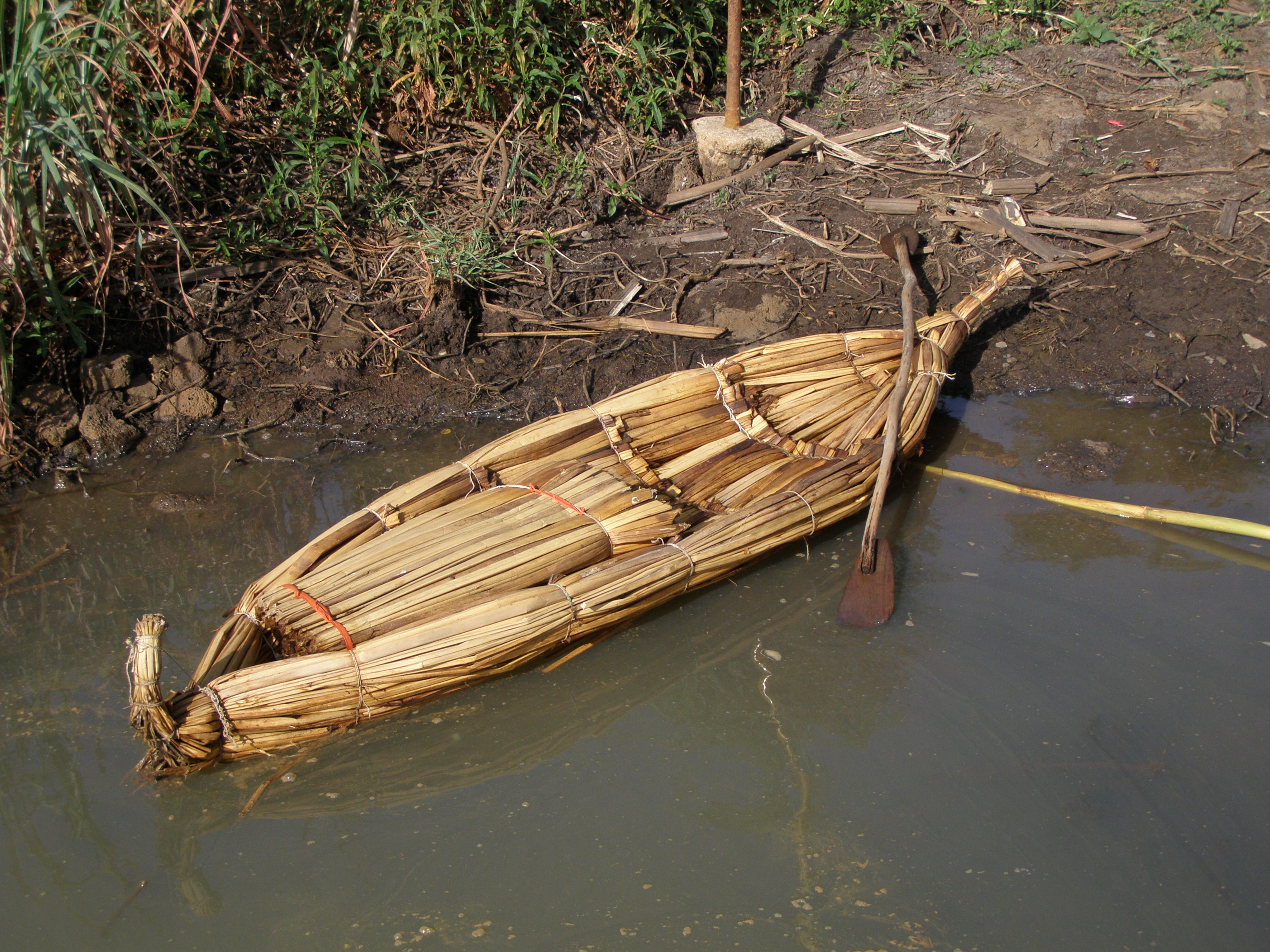
Une tankwa du lac Tana.

Les activités de navigation ont aussi été gênées, et la circulation du Tananesh, le plus important ferry de la « lac Tana Transport Company » a été perturbée par des écueils nouvellement émergés.
Aujourd'hui les autorités éthiopiennes comprennent la nécessité de porter une attention vigilante aux écosystèmes, pour la préservation, mais aussi la compréhension d'un tel site naturel. Malheureusement, les projets de protection et de classement ne coïncident pas toujours avec les impératifs urgents de développement et de réduction de la pauvreté, et le gouvernement donne la priorité aux projets d'exploitation massive des eaux, notamment afin d'intensifier les productions agricoles et hydroélectriques.
Situé à 540 km d'Addis-Abeba, le lac est riche de 67 espèces de poissons, dont 70 % sont endémiques. L'activité des pêcheurs permet de fournir la capitale en poisson frais, tandis que d'autres lacs de la vallée du Rift, tel le lac Chamo, ont déjà épuisé leurs ressources piscicoles[réf. souhaitée].
En 2015, le lac Tana est reconnu Réserve de biosphère par l'Unesco.

## Les îles
Le nombre d'îles que compte le lac varie en fonction du niveau de l'eau, donc des précipitations. Ce niveau a régressé d'environ 1,8 mètre en 400 ans. Manuel de Almeida, missionnaire portugais, décomptait 21 îles au début du XVIe siècle, dont sept ou huit abritaient des monastères assez importants. Quand James Bruce visita la région à la fin du XVIIe siècle, il rapporta que 45 îles étaient occupées selon les habitants. Un géographe plus récent a dénombré 37 îles portant des noms, parmi lesquelles 19 accueillaient ou avaient accueilli un monastère.
Les principales îles abritant des monastères sont, :
- Nerga Sellassié
- Dega Estefanos
- Tana Cherqos
- Kebran Gabriel
- Debré Maryam